# Squadra europea di Ryder Cup
La squadra europea della Ryder Cup, detta anche Team Europe, è la squadra di golf che rappresenta il continente europeo nella Ryder Cup, un torneo che mette di fronte una selezione composta da giocatori europei e una composta da giocatori statunitensi.
Il Team Europe ha vinto la competizione per sedici volte, l'ultima delle quali nel 2023.

## Palmarès
- Ryder Cup: 16

1929, 1933, 1957, 1985, 1987, (1989; finita in parità), 1995, 1997, 2002, 2004, 2006, 2010, 2012, 2014, 2018, 2023

## Record
Tabelle aggiornate al 1º ottobre 2023; in grassetto i giocatori ancora in attività.

### Vittorie
| #  | Giocatore         | Periodo   | Vittorie |
| -- | ----------------- | --------- | -------- |
| 1° | Lee Westwood      | 1997-     | 7        |
| 2° | Colin Montgomerie | 1991-2006 | 5        |
| 2° | Rory McIlroy      | 2010-     | 5        |
| 3° | Sergio García     | 1999-     | 4        |
| 3° | Nick Faldo        | 1977-1997 | 4        |
| 3° | Bernhard Langer   | 1981-2002 | 4        |

### Presenze
| #  | Giocatore            | Periodo   | Presenze |
| -- | -------------------- | --------- | -------- |
| 1° | Lee Westwood         | 1997-     | 11       |
| 2° | Nick Faldo           | 1977-1997 | 11       |
| 3° | Sergio García        | 1999-     | 10       |
| 4° | Bernhard Langer      | 1981-2002 | 10       |
| 5° | Christopher O'Connor | 1955-1973 | 10       |

### Punti
| #  | Giocatore         | Periodo   | Punti |
| -- | ----------------- | --------- | ----- |
| 1° | Sergio García     | 1999-     | 28½   |
| 2° | Nick Faldo        | 1977-1997 | 25    |
| 3° | Lee Westwood      | 1997-     | 24    |
| 4° | Bernhard Langer   | 1981-2002 | 24    |
| 5° | Colin Montgomerie | 1991-2006 | 23½   |